# Атлантичний складчастий пояс

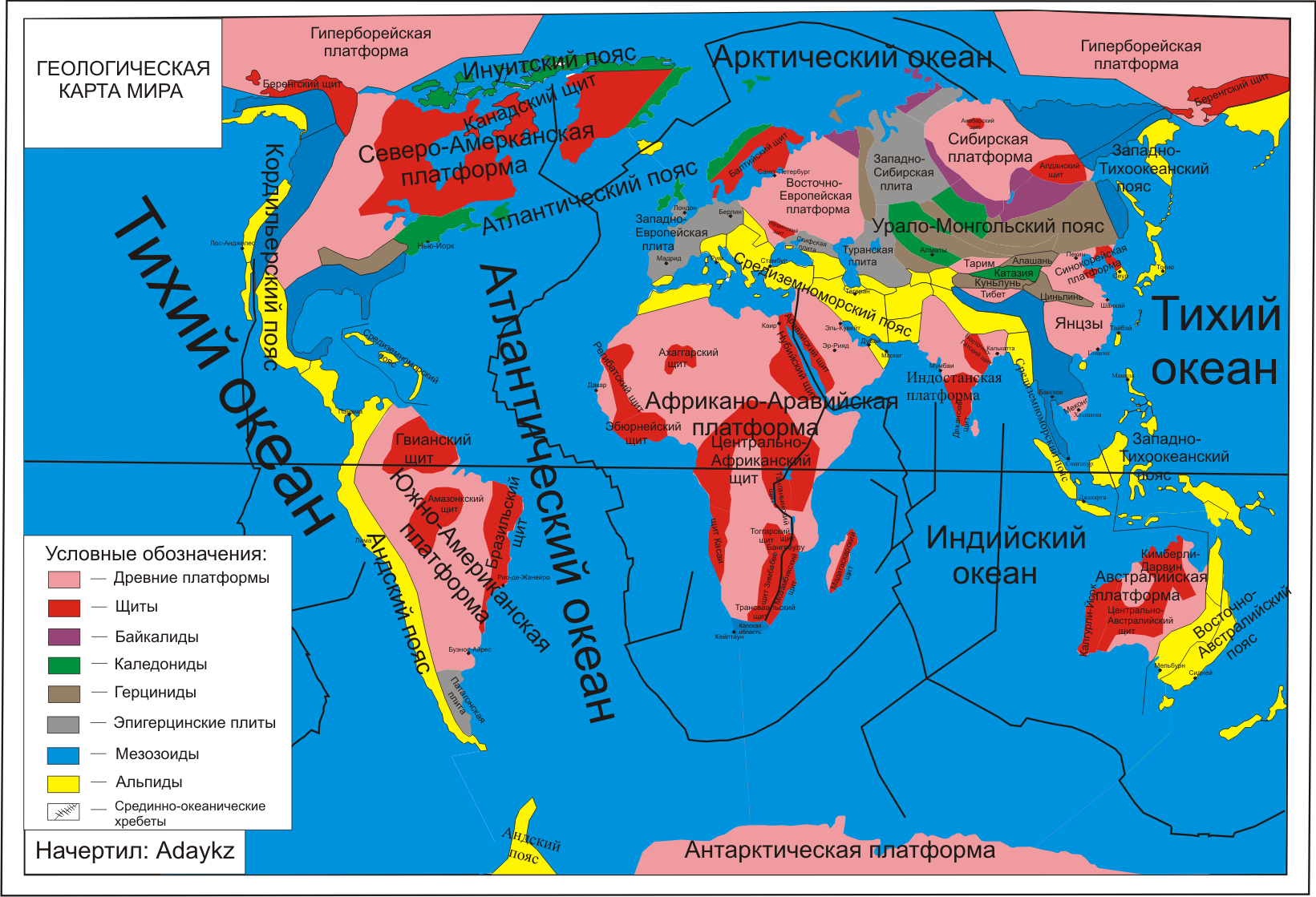
Складчасті пояси на мапі світу

Атлантичний складчастий пояс — відокремлює Північно-Американський кратон від Східно-Європейського й на півдні зчленовується із Середземноморським поясом та Урало-Монгольським на сході. Іноді в Норвегії його називають Феннмаркський, а в Шотландії й Ірландії — Грампіанський, а американську частину називають Ньюфаундлендо-Аппалачський.

## Дивю також
- складчастий пояс